# Acomys spinosissimus
Acomys spinosissimus е вид бозайник от семейство Мишкови (Muridae).

## Разпространение
Видът е разпространен в Ботсвана, Демократична република Конго, Замбия, Зимбабве, Малави, Мозамбик, Танзания и Южна Африка.